# Паоло Гучи
Пàоло Гучи (на италиански: Paolo Gucci; 29 март 1931, Флоренция, Кралство Италия – 10 октомври 1995, Лондон, Великобритания) е италиански предприемач и моден дизайнер.

## Биография
Син на Алдо Гучи и внук на Гучо Гучи – основател на едноименната модна къща, той започва работа в семейния бизнес в края на 1960-те г. като главен моден дизайнер.
През 1978 г. баща му го прави вицепрезидент на Гучи.
През 1980 г. се опитва сам да създаде линия аксесоари за облекло и предмети за обзавеждане, като използва името на фирмата без разрешение и по този начин влиза в съдебни спорове с останалата част от семейството, които успяват да блокират дейността му и го принуждават използва различно име за продукциите си: „Паоло Гучи“.
През 1984 г., като вид отмъщение, той отстранява баща си Алдо от компанията с помощта на първия си братовчед Маурицио, наскоро станал мажоритарен акционер. Освен това Паоло информира Службата за вътрешни приходи на Италия за укриването на данъци –дело на баща му Алдо, който през 1986 г. е осъден на една година и един ден затвор.
През 1987 г. той продава всичките си акции на Гучи на Инвесткорп за 42,5 милиона долара. Поради екстравагантни разходи и лоши бизнес решения обявява фалит през 1993 г.
Умира в Лондон на 64-годишна възраст на 10 октомври 1995 г. след хроничен хепатит, седем месеца след убийството на братовчед му Маурицио.

## Личен живот
През 1952 г. се жени за Ивон Москето, от която има две дъщери: Елизабета и Патриция. Двамата се развеждат през 1977 г. и Паоло се жени повторно същата година за светската личност Джени Гаруд, от която има дъщеря Джема. Той се разделя с нея през 1990 г., когато започва връзка с Пени Армстронг, 40 г. по-млада от него, работеща като треньор в конюшните на Гучи, от която има две други дъщери: Алиса и Габриел.
През 1994 г. е осъден на пет седмици затвор за неплащане на издръжка на детето и на втората си съпруга Джени Гаруд.

## В масовата култура
Във филма „Домът на Гучи“ (2021) ролята му е изиграна от Джаред Лето. Дъщеря му Патриция в интервю изразява остри критики, особено по отношение на грима на актьора, оплаквайки се от малката прилика с баща си.